# Challenger di Roseto degli Abruzzi 2023
Il Challenger di Roseto degli Abruzzi 2023 è stato un torneo maschile di tennis giocato sulla terra rossa. È stata la 3ª edizione del torneo, facente parte della categoria Challenger 75 nell'ambito dell'ATP Challenger Tour 2023. Si è giocato al Tennis Club Roseto di Roseto degli Abruzzi, in Italia, dal 17 al 23 aprile 2023.

## Partecipanti

### Teste di serie
| Nazionalità | Giocatore            | Ranking* | Testa di serie |
| ----------- | -------------------- | -------- | -------------- |
| Austria     | Filip Misolic        | 143      | 1              |
| Italia      | Franco Agamenone     | 147      | 2              |
| Paesi Bassi | Jelle Sels           | 162      | 3              |
| Stati Uniti | Emilio Nava          | 172      | 4              |
| Italia      | Andrea Pellegrino    | 173      | 5              |
| Rep. Ceca   | Dalibor Svrčina      | 207      | 6              |
| Romania     | Nicholas David Ionel | 218      | 7              |
| Belgio      | Gauthier Onclin      | 222      | 8              |

* Ranking al 10 aprile 2023.

### Altri partecipanti
I seguenti giocatori hanno ricevuto una wild card per il tabellone principale:
- Gianmarco Ferrari
- Giovanni Fonio
- Francesco Forti

I seguenti giocatori sono entrati in tabellone come alternate:
- Salvatore Caruso
- Illja Marčenko
- Nikola Milojević

I seguenti giocatori sono passati dalle qualificazioni:
- Jacopo Berrettini
- Ergi Kırkın
- Edoardo Lavagno
- Gian Marco Moroni
- Sumit Nagal
- Gabriele Piraino

## Punti e montepremi
| Torneo    | Torneo              | V     | F     | SF    | QF    | 2T    | 1T  | Q | Q2  | Q1  |
| Singolare | Punti               | 75    | 50    | 30    | 16    | 7     | 0   | 4 | 2   | 0   |
| Singolare | Premi in denaro (€) | 9,880 | 5,820 | 3,450 | 2,000 | 1,165 | 720 | – | 360 | 185 |
| Doppio    | Punti               | 75    | 50    | 30    | 16    | –     | 0   | – | –   | –   |
| Doppio    | Premi in denaro (€) | 4,250 | 2,450 | 1,480 | 880   | –     | 500 | – | –   | –   |

## Campioni

### Singolare
Filip Misolic ha sconfitto in finale  Raphaël Collignon con il punteggio di 4–6, 7–5, 7–6(6).

### Doppio
Dan Added /  Titouan Droguet hanno sconfitto in finale  Jacopo Berrettini /  Andrea Pellegrino con il punteggio di 6–2, 1–6, [12–10].